# Komenczi Bertalan
Komenczi Bertalan (Gyöngyös, 1947. április 3. –) magyar egyetemi tanár, politikus, országgyűlési képviselő. A Pedagógusok Demokratikus Szakszervezetének helyi csoportjának egyik megalapítója. Pedagógiai szakíró és kutató (médiapedagógia, médiatörténet, informatizált tanulási környezetek fejlesztése, európai oktatási ügyek).

## Életpályája

### Iskolái
Az általános iskolát majd a gimnázium első három évét szülővárosában végezte el. 1965-ben a miskolci Zenei Gimnáziumban érettségizett. 1967–1972 között a Kossuth Lajos Tudományegyetem Természettudományi Karának kémia-biológia szakos hallgatója volt. 1996–2000 között elvégezte a Pécsi Tudományegyetem humán szervező szakát is. 2003-ban PhD. fokozatot szerzett a Budapesti Műszaki és Gazdaságtudományi Egyetemen. 2007-ben habilitált a Debreceni Egyetemen.

### Pályafutása
1966–1967 között – előfelvételisként – Vácott teljesítette sorkatonai szolgálatát. 1972–2000 között a gyöngyösi Berze Nagy János Gimnázium tanára, 1994–1999 között igazgatója volt. 1984-től a gyöngyösi református gyülekezet presbitere. 1986-ban kilépett a Pedagógus Szakszervezetből. 1988-tól a gyöngyösi Bajza József Kulturális és Hagyományőrző Egyesület alapító elnöke. 1988–1989 között egyik kezdeményezője volt a gyöngyösoroszi Hulladék Akkumulátor Feldolgozó Üzem építése ellen tiltakozó környezetvédő mozgalmaknak. 1995–1999 között a Gimnáziumok Országos Szövetségének társelnöke volt. 2000–2020 között az Eszterházy Károly Főiskola egyetemi tanára, vezető oktatója, a Neveléstudományi Doktori Iskola Digitális pedagógia programjának vezetője volt. 2021-től a Neveléstudományi Doktori Iskola törzstagja, professor emeritusa, óraadó egyetemi tanára.

### Politikai pályafutása
Az 1968-as események miatt kilépett a KISZ-ből, így tiltakozott Csehszlovákia lerohanása ellen. 1988–1989 között az MDF tagja volt. 1990–1994 között országgyűlési képviselő (Gyöngyös, SZDSZ) volt. 1990–1994 között a Környezetvédelmi bizottság tagja volt. 1991–1994 között az SZDSZ tagja volt.

## Családja
Szülei: Komenczi Bertalan és Zombori Klára voltak. 1971-ben házasságot kötött Lukács Annával. Két fiuk született: Norbert (1972) és Bálint (1974).

## Művei
- Információ és társadalom (2002)[3]

## Díjai
- Somos Lajos-díj (2012)[4]